# Gāvmareh
Gāvmareh (persiska: گامّره, Gāmmareh, گاومره) är en ort i Iran.   Den ligger i provinsen Kermanshah, i den västra delen av landet, 500 km väster om huvudstaden Teheran. Gāvmareh ligger 1 532 meter över havet och antalet invånare är 108.
Terrängen runt Gāvmareh är kuperad. Runt Gāvmareh är det ganska tätbefolkat, med 78 invånare per kvadratkilometer. Närmaste större samhälle är Cheshmeh Gach, 5,7 km norr om Gāvmareh. Omgivningarna runt Gāvmareh är i huvudsak ett öppet busklandskap.